# Claes Joensson (Barkestorpsätten)
Claes Joensson (Barkestorpsätten), död 1614 i Danmark, var en svensk slottsloven.

## Biografi
Claes Joensson (Barkestorpsätten) var son till Joen Elofsson (Barkestorpsätten), och Anna Claesdotter (Kyle). Han blev 21 september 1580 slottsloven på Kalmar slott. Han var en av konung Sigismunds anhägare och flydde senare till Polen. Claes Joenssons levde 1592 och hans gods skänktes 1600 till Henrik von Köhlen. Han avled 1614 i Danmark.

### Egendom
Claes Joensson ägde Barkestorp i Dörby socken.

### Familj
Claes Joensson gifte sig första gången med Margareta Månsdotter (Somme) (död 1600), dotter till lagmannen Måns Svensson (Somme) över Ölands lagsaga och Anna Turesdotter (Bielke).
Han gifte sig andra gången med Elisabet Henriksdotter (Horn), dotter till riksrådet Henrik Klasson (Horn) och Elin Arvidsdotter (Stålarm).